# Philip Stanley Abbot
Philip Stanley Abbot (Cambridge, 1867-Lago Louise, 3 de agosto de 1896) fue un abogado y montañista estadounidense que falleció mientras escalaba el monte Lefroy. Su muerte se convirtió en la primera fatalidad de montañismo registrada en América del Norte.

## Primeros años
Abbot se graduó en Harvard (1889) y en la Facultad de Derecho de Harvard (1893). Ejerció la abogacía hasta 1894 con Samuel D. Warren y Louis Brandeis de Boston. Luego fue a Milwaukee, donde fue contratado como abogado asistente del Ferrocarril Central de Wisconsin (1871-1899), del cual su padre, Edwin Hale Abbot, era presidente. La casa de la familia original estaba en 1 Follon Street, Cambridge, Massachusetts la ahora famosa Edwin Abbot House; pero la familia en 1896 estaba en Bar Harbor, Maine.

## Carrera como montañista
Philip S. Abbot era considerado un montañista experimentado en los Estados Unidos; uno que había hecho expediciones a los Alpes y subido al Cervino y Weisshorn; con el guía suizo Peter Sarbach. En 1893, Philip S. Abbot publicó, "Un ascenso del Weisshorn". En 1895, con el profesor Charles Ernest Fay de la Universidad Tufts y Charles Sproull Thompson, agente general del ferrocarril central de Illinois, los tres escaladores fallaron en dos ascensos del monte Lefroy en Bow Range cerca de Lake Louise, Alberta; pero logró hacer el primer ascenso del monte Héctor. Al año siguiente, el profesor George Little, bibliotecario de Bowdoin Collage se unió al trío de la Expedición de 1896.

## Accidente y fallecimiento
El 3 de agosto de 1896, Philip Stanley Abbot se deslizó del precipicio rocoso mientras escalaba libremente el monte Lefroy en Bow Range cerca de Lago Louise, Alberta, Canadá. Como lo describió Charles E. Fay, "El desafortunado Philip S. Abbot pasó junto a nosotros y aterrizó a 15 pies; mientras rodaba la distancia restante, a una proyección rocosa, mil pies debajo de nuestra percha". Los tres supervivientes tardaron la mayor parte de la tarde en descender hasta donde descansaba el cuerpo; cada uno dependiendo de su propia habilidad con un piolet para mayor seguridad. A su llegada, Abbot todavía respiraba pero no podía hablar; y falleció poco después. Como era imposible llevar el cuerpo por el resbaladizo descenso, el grupo se vio obligado a dejar el cuerpo y regresar el martes siguiente con un grupo de rescate.
El grupo de rescate fue dirigido por el armador Thomas Edmonds Wilson e incluyó a George Little, Willoughby Astley y el profesor Charles Ernest Fay. El equipo de rescate envolvió el cuerpo en varias mantas y lo dejó deslizarse 2000 pies hasta el pie de la montaña. Luego, el cuerpo fue puesto en camino a Cambridge.

## Memorial
En memoria de la primera fatalidad de montañismo en América del Norte, el paso, que se llevó la vida de Philip S. Abbot, fue nombrado en su honor. Abbot Pass Hut se construyó entre el monte Lefroy y el monte Victoria (cordillera de Bow) en la división continental de Alberta y Columbia Británica.